# Eric Nord
Eric Nord, meglio conosciuto come Eric "Big Daddy" Nord, nato Harry Helmuth Pastor (Krefeld, 1920 – Los Gatos, California, 1989), è stato un attore e poeta statunitense, possessore di night club e appassionato di jazz nell'epoca della Beat Generation.
Il giornalista Herb Caen lo definì "Il re della Beat Generation".

## Biografia
Nato in Germania col nome di Harry Helmuth Pastor da padre tedesco e madre americana, visitò spesso gli Stati Uniti, dove suo padre si recava per ragioni di lavoro.
Dopo il divorzio dei suoi genitori, apparentemente influenzato dal Mein Kampf di Adolf Hitler, fu arruolato nella Gioventù hitleriana, ma lasciò la Germania durante la Seconda guerra mondiale per trasferirsi a San Francisco.
Per non essere catturato perché tedesco, cambiò il suo vero nome in Eric Nord, sostenendo di essere scandinavo.
Corpulento e molto alto (da cui il soprannome di "Big Daddy"), grande appassionato di jazz moderno (hipster), Nord fu il volto della Beat Generation nei quotidiani di San Francisco e Los Angeles alla fine degli anni cinquanta.
A San Francisco conobbe quella che divenne sua moglie, Mary Hollister, dalla quale ebbe due figli, Carl ed Eve. Ben presto, tuttavia, divorziarono. Nel 1975 si trasferì a Los Gatos, dove rimase fino alla sua morte, avvenuta nel 1989.

## Opere
- As He Sees It (Lost Gatos: Free Press, 1968)

## Film
- The Flower Thief (1960)
- L'occhio ipnotico (The Hypnotic Eye, 1960)
- Once Upon a Knight (1961)
- Hungry Eye (1971)
- Steel Arena (1973)